# 基部被子植物

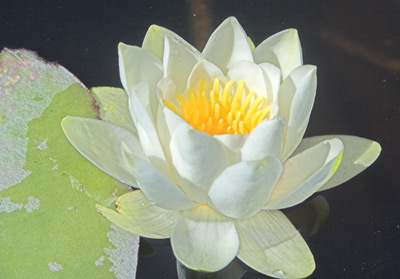
スイレン目のヨーロッパシロスイレン

基部被子植物 (きぶひししょくぶつ、Basal angiosperms) は、被子植物から真正双子葉類・単子葉類を除いた側系統群である。「原始的被子植物」 (primitive angiosperms) とも呼ばれる。
ニューカレドニアの山地に生育する常緑低木でただ1種のみからなるアムボレラ目 (Amborellales) 、スイレン属などの水生植物からなるスイレン目 (Nymphaeales) 、シキミ属をはじめ強い香りを放つ木本類からなるアウストロバイレヤ目 (Austrobaileyales) の3つの目から構成される。
基部被子植物は、数十万種と言われる真正双子葉類・単子葉類・モクレン類らに対し、わずか数百種のみ現生する。基部被子植物は、Mesangiospermae（真正双子葉類・単子葉類・モクレン類・マツモ目・センリョウ目の5つのグループからなるクレード）より先に、共通祖先となる被子植物から分岐している。

## 呼称
基部被子植物は 「ANITA」 または「ANA」。ANITAとは、アムボレラ目 (Amborellales) 、スイレン目 (Nymphaeales) 、シキミ目 (Illiciales) 、トリメニア科 (Trimeniaceae) 、アウストロバイレヤ科 (Austrobaileyaceae) の学名の頭文字に由来する。近年は、アムボレラ目 (Amborellales)、スイレン目 (Nymphaeales) 、アウストロバイレヤ目 (Austrobaileyales)の3つの目に由来する「ANA」 の略称が研究者間に浸透している。これは被子植物の遺伝子レベルでの解明が進んで、従来のシキミ目は廃止されてマツブサ科に属するシキミ属 (Illicium) となり、トリメニア科と伴にシキミ属はアウストロバイレヤ目に属することになり、 基部被子植物は3つの目によって構成されることに拠る。

## 系統

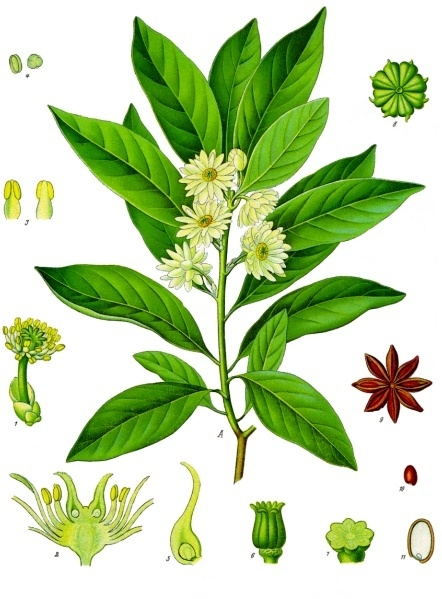
アウストロバイレヤ目のシキミ (Illicium anisatum)

アムボレラ目・スイレン目・アウストロバイレヤ目の間の系統関係には数説がある。アムボレラ目とスイレン目がアウストロバイレヤ目よりも基部で分岐し、これら3つの目がその他の被子植物よりも基部で分岐することは多くの研究で支持されるが、分子系統学からはアムボレラ目とスイレン目の系統関係について2つの異なる系統樹が提示されている。一方の説では、アムボレラ目は他の被子植物の側系統群として分岐し、続いてスイレン目が分岐したとし、もう一方の説ではアムボレラ目とスイレン目の共通祖先が他の被子植物と分岐してから両目が分岐したとする。2014年には「多くの確かな証拠によりアムボレラ目に加えてスイレン目も一緒に他の被子植物の系統から早期に分岐していた」とする説が公表された。
|  | スイレン目                                                               |
|  |                                                                          |
|  | \| \| アウストロバイレヤ目 \| \| \| \| \| \| Mesangiospermae \| \| \| \| |
|  |                                                                          |
|  | アウストロバイレヤ目                                                     |
|  |                                                                          |
|  | Mesangiospermae                                                          |
|  |                                                                          |

|  | アウストロバイレヤ目 |
|  |                      |
|  | Mesangiospermae      |
|  |                      |

|  | スイレン目                                                               |
|  |                                                                          |
|  | \| \| アウストロバイレヤ目 \| \| \| \| \| \| Mesangiospermae \| \| \| \| |
|  |                                                                          |
|  | アウストロバイレヤ目                                                     |
|  |                                                                          |
|  | Mesangiospermae                                                          |
|  |                                                                          |

|  | アウストロバイレヤ目 |
|  |                      |
|  | Mesangiospermae      |
|  |                      |

|  | アムボレラ目 |
|  |              |
|  | スイレン目   |
|  |              |

|  | アウストロバイレヤ目 |
|  |                      |
|  | Mesangiospermae      |
|  |                      |

|  | アムボレラ目 |
|  |              |
|  | スイレン目   |
|  |              |

|  | アウストロバイレヤ目 |
|  |                      |
|  | Mesangiospermae      |
|  |                      |

## 過去の分類体系においての基部被子植物に関する名称

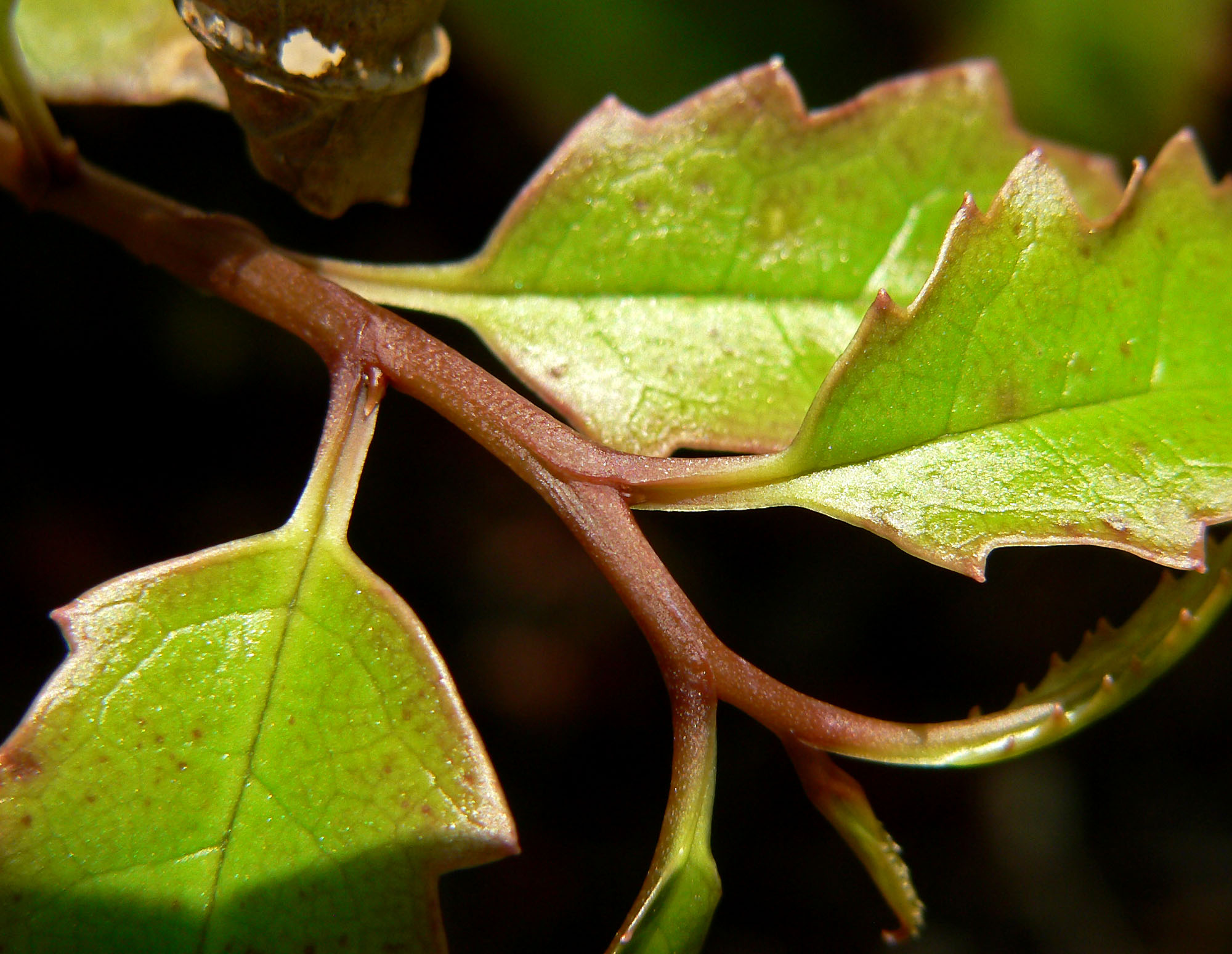
アムボレラ

「原始的双子葉類 (Paleodicots または Palaeodicots)」は、植物学者たちによって非公式に使われた名称であり(Spichiger & Savolainen 1997, Leitch et al. 1998)、単子葉植物・真正双子葉類以外の被子植物のことを指していた。
「原始的双子葉類」は、1980年のタハタジャン体系と1981年のクロンキスト体系では、モクレン類からキンポウゲ目とケシ目を除いたものとされる(Spichiger & Savolainen 1997)。原始的双子葉類の一部は、単子葉植物の一見共有原始形質（例えば維管束の散在・三数性の花・三溝性の花粉など）と解釈できる余地のある特徴を持つ。
原始的双子葉類は単系統群のグループではなく、用語としても広く使われることはなかった。APG IIでは「原始的双子葉類」と呼ばれるグループを認めたが、初期に分岐したとされる双子葉類のいくつかの目と科が入ることになった。それらは、アムボレラ科・ハゴロモモ科を含むスイレン科・アウストロバイレヤ目・（1998年にLeitch et alによって「原始的双子葉類」から外される）マツモ目・センリョウ科・（カネラ目・コショウ目・クスノキ目・モクレン目が含まれる）モクレン類であった。その後の研究では、ヒダテラ科を原始的双子葉類に追加している。真正双子葉類でも単子葉植物でもない被子植物を指していた言葉としては「Paleoherb」がある。